# Volvo EX30
Volvo EX30 är en elbil som Volvo Personvagnar presenterade i juni 2023.

## Volvo EX30
Volvo EX30 byggs på ägaren Geely Automobiles gemensamma SEA-plattform för elbilar. Bilen är mindre än Volvos nuvarande elbilsmodeller och riktar sig mot en yngre och mindre köpstark kundkrets. Priserna i Sverige startar på 429 000 kronor.
Versioner:
| Modell           | Årsmodell | Motor          | Effekt | Vridmoment | Batterikapacitet               |
| ---------------- | --------- | -------------- | ------ | ---------- | ------------------------------ |
| Single Motor     | 2024-     | 1 st elmotor   | 200 kW | 343 Nm     | 51 kWh litiumjärnfosfatbatteri |
| Single Motor Ext | 2024-     | 1 st elmotor   | 200 kW | 343 Nm     | 69 kWh litiumjonbatteri        |
| Twin Motor       | 2024-     | 2 st elmotorer | 315 kW | 543 Nm     | 69 kWh litiumjonbatteri        |